# エスパース・レオポルド
エスパース・レオポルド（フランス語：Espace Léopold, オランダ語：Leopoldruimte）は、ベルギーのブリュッセルにある、欧州連合の立法機関である欧州議会が入るビル群。
エスパース・レオポルドは複数のビルで形成されているが、その中でもっとも古いものはポール＝アンリ・スパーク・ビルで、議場や議長執務室がある。またアルティエロ・スピネッリ・ビルはエスパース・レオポルドのなかでももっとも新しい建物である。これらのビル群はブリュッセル市の東に位置するウロップ地区にあり、1989年に着工されたものである。
欧州議会の正式な所在地はフランスのストラスブールにあるルイーズ・ウェイス・ビルであって、エスパース・レオポルドではない。しかしながら欧州連合の諸機関の多くがブリュッセルに所在しており、欧州議会は他機関との活動に接しやすくするためにブリュッセルにビル群を建設したのである。議会の機能の多くはブリュッセルでなされているが、法令上はストラスブールが正式な所在地とされている。

## 沿革
欧州議会は各国の首脳のあいだで単一の所在地を決めることができていないため、ブリュッセルと、法定上の所在地であるストラスブールの両方において完全に整備された施設を求めていた。ブリュッセルでは1987年にソシエテ・ジェネラル・ド・ベルジックや BACOB がプロジェクトに参加して国際会議場を建設したが、この会議場は一部では欧州議会のビルとして考えられていた。建設計画地は老朽化したビール工場や鉄道操車場の跡地に設定され、ブリュッセル＝リュクサンブール駅からは歩行者区域を設けることもあわせて決められた。ビル建設計画は1988年までに本会議室の着工がなされたことにより動き出し、1989年には北側の建物が、1992年には南側の建物がそれぞれ着工されていった。
政策関連の各委員会、加盟国議会の代表団、各政治会派はエスパース・レオポルドで会合を開いている。そのため欧州議会の対内関係事務局と対外関係事務局、そして政治会派がすべてエスパース・レオポルドに集まっている。1991年にスピネッリ・ビルが着工され、1997年に完成した。また拡張計画の最終段階である、リュクサンブール広場に向かってトレヴェ通り / トリーア通り沿いに建設されていたアンタル・ビルとブラント・ビルが2008年にそれぞれ完成した。
アンタル・ビルとブラント・ビルの完成によりエスパース・レオポルドは十分な広さを確保することができ、むこう10年から15年は新しいビル建設計画は不要と見られている。このため欧州議会の活動の4分の3がストラスブールではなくエスパース・レオポルドで行われている。

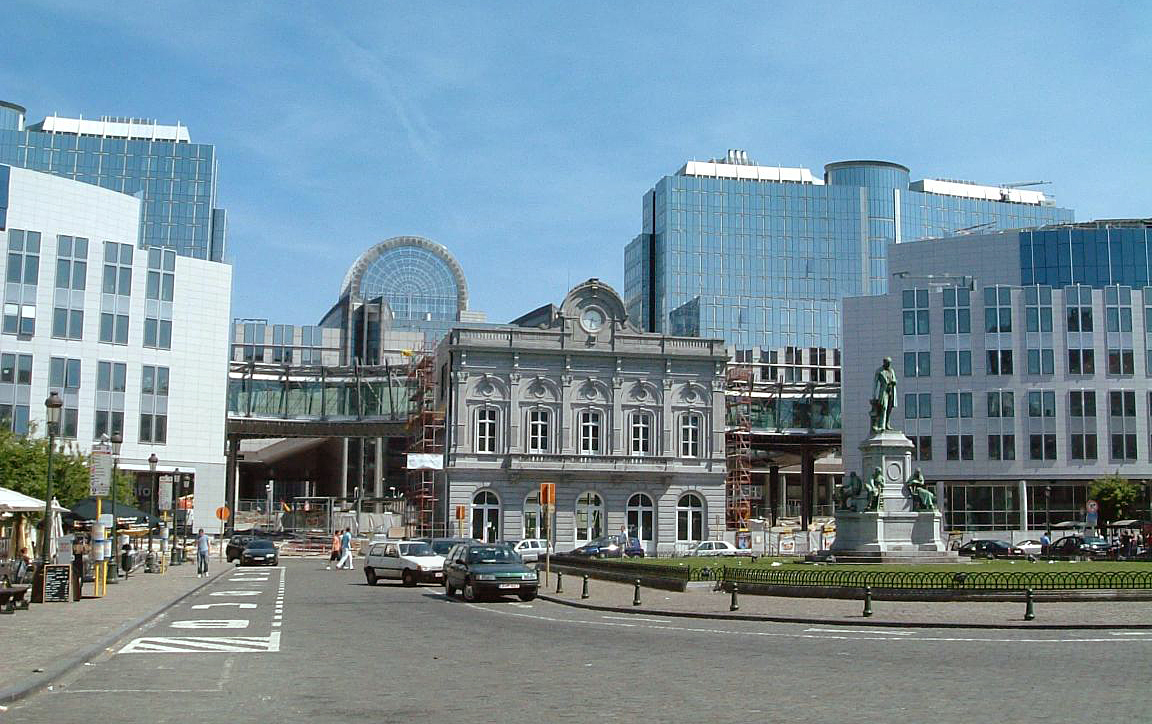
リュクサンブール広場から望むエスパース・レオポルド
中央に古い駅舎があり、それをはさんで新しい建物が並ぶ。

2008年、トレヴェ通り / トリーア通りとリュクサンブール広場に沿って建設される拡張計画が完了した。これらのビルはもともと D4、D5 と呼ばれていたが、誰の名前を付けるかということについて議論となった。ヨハネ・パウロ2世の死去を受けて、ポーランド出身の欧州議会議員は新しいビルに教皇の名前を付けようと動いていたが、政教分離の観点と教皇が欧州議会に寄与していないという点から反対された。議員の間からはヴァーツラフ・ハヴェル、ネルソン・マンデラ、オロフ・パルメ、ヤン・パラフ、マーガレット・サッチャーの名前が挙げられたほか、ポーランドの大統領レフ・カチンスキと同国元首相のヤロスワフ・カチンスキの双子の兄弟にちなんで「カチンスキ・タワーズ」というものも挙げられた。2008年1月に新しいビルの名前が最終的に決められ、1969年から1974年まで西ドイツの連邦首相を務めたヴィリー・ブラントと、1990年から1993年までハンガリーの首相を務めたアンタル・ヨージェフの名前を付けることになった。この2つのビルと既存のビルとをつなぐ橋には、1949年から1963年まで西ドイツの連邦首相を務めたコンラート・アデナウアーの名前が付けられた。また議会のプレスルームには暗殺されたロシアのジャーナリストのアンナ・ポリトコフスカヤの名前が付けられた。
2008年9月、欧州議会は初めてブリュッセルで定例の本会議を開いた。これはストラスブールの本会議場の天井の一部が崩落したことにより、一時的に議場を移すことを余儀なくされたためである。
2009年1月14日、欧州議会はビル内にある部屋に、近年死去した議員の名前を付けることを決定した。議会図書館の読書室にフランシスコ・ルーカス・ピレス、調停委員会の会議室にレンゾ・インベニの名前を付けることとした。

## ビル
エスパース・レオポルドは議場のあるポール＝アンリ・スパーク・ビル、アルティエロ・スピネッリ・ビル、ヴィリー・ブラント・ビル、ヨージェフ・アンタル・ビルと、かつてブリュッセル＝リュクサンブール駅の入り口として使われていた建物を改装したビルで構成されている。スピネッリ・ビルとブラント・ビル、アンタル・ビルとはコンラート・アデナウアー歩道橋でつながれている。
ポール＝アンリ・スパーク・ビルはブリュッセルで本会議が行われるさいに使用される本会議場が入るビルで、本会議場のほかにもプレスセンターや議長執務室、議会の主要事務部門が入っている。スパーク・ビルはほかのビルからレオポルド公園に向かって突き出るような形になっており、その先は木で囲まれている。目を引くたるの形をしたガラスの屋根、水晶宮を思い起こさせる外観を持つスパーク・ビルは、ブリュッセルでは“Caprice des Dieux”（神の気まぐれ）と呼ばれている。この通称は同じ形をしたチーズの名前にちなむものである。ビル上部のドームは報道機関むけの催事や特別な機会に使用される。ガラスの外観はエウロペの誘拐などのギリシア神話が描かれたアリジ・サッスーによる巨大なモザイク画が施されている。
スパーク・ビルの西側にはアルティエロ・スピネッリ・ビルがあり、この2棟のビルは2層の歩道橋で結ばれている。このビルは欧州議会議員を務めたアルティエロ・スピネッリの名前が付けられており、おもに議員や政治会派のオフィスが入っている。また店舗やカフェテリア、会員制のバーも入居している。エスパース・レオポルドのビルとしては最大の372,000m²の面積を持ち、また17階建ての5棟の高層ビルを合わせた形となっている。
スピネッリ・ビルの西には円形のコンラート・アデナウアー歩道橋がヴィリー・ブラント・ビルとヨージェフ・アンタル・ビル、駅舎旧棟とを結んでいる。ブラント・ビルには2007年7月に対外関係事務局と欧州懐疑派の議員が入っている。ブラント・ビルには375のオフィスが入り、またアンタル・ビルには5つの会議室と25の通訳ブース、報道設備が入っている。2008年10月7日にはアンタル・ビルでの初会議が行われた。
アンタル・ビルのトレヴェ通り / トリーア通りに面した地上階にはブリュッセル＝リュクサンブール駅への連絡口がある。ブリュッセル＝リュクサンブール駅（旧称カルティエ＝レオポルド駅）の旧駅舎は案内所や展示場として使われている。2007年の夏にはブリュッセルのウロップ地区にあるビルの歴史が展示された。
スピネッリ・ビルの北側にはアトリウムとルマール・ビルがある。アトリウムの1号棟と2号棟には議会対内関係事務局と一部の会派事務局が入居している。1号棟は2000年に、2号棟は2004年に完成した。ルマール・ビルは2004年3月から9年間の期間で借り受けており、年間の賃借料は1,387,205ユーロで、6年が経過したのちは賃貸契約を解除することができる。

## 本会議場
本会議場で議員は所属する会派ごとに左側から右側に議席が配置されていくが、一部の小規模会派は外周に配置される。議席にはマイク、通訳用ヘッドホン、電子投票機器が備え付けられている。各会派の代表は最前列の席に座り、中心には賓客用の演壇が配置されている。議員に向かった、せり上がったところには議長や議会事務局の職員が座る。議長席の背面には欧州旗が貼られ、その上方には加盟国の国旗が掲げられている。
通訳ブースは議長席の後ろにあり、議場に沿うかたちで配置されている。また公聴スペースが議場の外周に設定されている。さらに議長席と議員の席との間には長椅子が置かれ、左側には理事会から、右側には欧州委員会からの出席者が座ることになる。議場全体はストラスブールの本会議場と違って木目を基調としている。2003年には翌年の欧州連合拡大に備えて議席や通訳ブースを増やす改装が行われた。

## 見学
議会、委員会と本会議は一般開放されている。本会議が開かれていないときには無料の音声ガイドツアーも行われている。各ビルには店舗や銀行などが入居しており、これらは一般開放され、1日に15000人が利用している。旧駅舎にはベルギー政府による欧州議会の案内所が設けられており、また infodoc と呼ばれる、研究者やジャーナリスト向けの文献資料も公開されている。このほかにもより一般的な情報源として、スピネッリ・ビルの歩行者専用道側に infopoint を利用することができる。
ブラント・ビルの地上階には見学者センターが新設されることになっており、2009年の欧州議会議員選挙までに開かれることになっている。このセンターは完成すれば6000平方メートルという世界で2番目に大きい広さを誇ることになるが、スウェーデン議会やデンマーク議会をモデルとしており、最新技術で見学客に模擬的な本会議場で議員の議論から法案の可決までの仕事を仮想体験する機能を備えている。
従来の見学者センターは1990年代に開設されたが、見学客に対処するにはきわめて小さいものであった。新しいセンターにはカフェテリアや店舗、年少者向けの場所、情報提供のためのデータベースが利用できる場所が用意されることになっている。また議会やヨーロッパについての常設展示場も設けられることになっている。

## 上記以外のビル
上述したビル以外にも欧州議会はエスパース・レオポルド外にビルを借りていたり、小規模のビルを所有していたりしている。これらのビルはモントワイエ通りの3つのもので、イーストマン・ビル、ウィールツ・バナナ・ビルの3階と4階、レオポルド公園東側のワイエンベルフ・ビルである。またモントワイエ通りには欧州議会が借り受けているビルが多くあり、'MOY72' には対内関係事務局が、'MTY 70' や 'MOY 63' にはほかのオフィスが入っている。
かつて欧州議会はベリアール・ビル、のちに元欧州委員会委員長ジャック・ドロールの名前にちなんで改称されたドロール・ビルに入っていた。このビルと、エスパース・レオポルドの一部であるベルタ・フォン・ズットナー・ビル（平和主義者ベルタ・フォン・ズットナーにちなむ）はその後、経済社会評議会と地域委員会が入っている。